# Agriculture and Human Values
Agriculture and Human Values is een internationaal, aan collegiale toetsing onderworpen wetenschappelijk tijdschrift op het gebied van de
landbouwkunde en de filosofie.
De naam wordt in literatuurverwijzingen meestal afgekort tot Agr. Hum. Val.
Het wordt uitgegeven door de University of Florida en verschijnt 4 keer per jaar.